# Louis Philogène Brûlart de Sillery
Louis Philogène Brulart de Sillery, vikomt de Puisieux, zvaný též jako markýz de Sillery (Louis Philogène Brûlart de Sillery, vicomte de Puisieux) (12. května 1702, Paříž, Francie – 8. prosince 1770, Paříž, Francie) byl francouzský generál, diplomat a státník. Od mládí sloužil v armádě, souběžně se uplatnil také v diplomacii. Jako voják a diplomat byl významnou osobností za války o rakouské dědictví. V letech 1747–1751 byl francouzským ministrem zahraničí.

## Životopis

Erb rodu Brûlart de Sillery

Pocházel ze šlechtické rodiny s tradiční službou v armádě a ve státních úřadech, narodil se v Paříži jako jediný syn důstojníka Carlomana Brularta, hraběte de Sillery (1663–1727). V roce 1716 vstoupil do armády ke královským mušketýrům a zúčastnil se války čtverné aliance. V roce 1727 zdědil po otci titul vikomta de Puisieux (respektive Puysieulx), nesprávně býval označován také jako markýz de Sillery. Jako důstojník jezdectva se zúčastnil války o polské dědictví a v roce 1734 byl povýšen do hodnosti brigádního generála. V letech 1735–1739 působil jako vyslanec v Sicilském království. Na počátku války o rakouské dědictví se vrátil do armády, mimo jiné bojoval v Čechách a v roce 1743 obdržel hodnost maréchal de camp. V roce 1746 byl francouzským delegátem na mírovém kongresu v Bredě, téhož roku byl jmenován členem státní rady. V lednu 1747 byl s podporou maršála Noaillese jmenován ministrem zahraničí namísto v nemilosti odvolaného markýze Argensona. Za stále probíhajících bojů vedl osobně diplomatická jednání s lordem Sandwichem v Lutychu. Jménem Francie ukončil války o rakouské dědictví mírovým kongresem v Cáchách. S ohledem na finanční a vojenské angažmá nebyly vyjednané podmínky pro Francii příliš uspokojivé a daly vzniknout dlouho užívanému úsloví Blbý jako mír. Puisieux nicméně v roce 1748 za zásluhy obdržel Řád sv. Ducha a Řád sv. Michala. Ve funkci ministra zahraničí setrval do září 1751, na další dění již neměl vliv, i když při odvolání z vlády obdržel čestnou funkci státního ministra (1751). Od roku 1751 byl zároveň guvernérem a generálporučíkem v Languedocu.
V roce 1722 se oženil s Charlotte Félicité Le Tellier (1708–1783), vnučkou ministra války z doby Ludvíka XIV. markýze Louvoise. Měli spolu jedinou dceru Adélaide (1725–1786), která se provdala za svého bratrance maršála vévodu d'Estrées.